# 1782年の相撲
1782年の相撲（1782ねんのすもう）は、1782年の相撲関係のできごとについて述べる。

## できごと
2月場所7日目、大関谷風梶之助が小野川喜三郎に敗れ、本場所の連勝が63で止まる。

## 本場所など
- 2月場所（江戸相撲）[2]
  - 興行場所:浅草八幡宮境内
  - 3月24日（旧2月11日）より晴天10日間興行
- 5月場所（大坂相撲）[3]
  - 興行場所:難波新地
  - 6月27日（旧5月17日）より10日間興行
- 6月場所（京都相撲）[3]
  - 興行場所:二条川東
  - 晴天10日間興行
- 7月場所（堺相撲）[3]
- 9月場所（名古屋相撲）[3]
- 10月場所（江戸相撲）[4]
  - 興行場所:深川八幡宮境内
  - 11月19日（旧10月15日）より10日間晴天興行